# María de San Pol
María de San Pol (Marie de St Pol, h.1303-1377) era la esposa de Aymer de Valence, segundo conde de Pembroke, y se la conoce sobre todo como fundadora del Pembroke College, Cambridge.
Hija de Guy IV de Châtillon, conde de San Pol y Mayordomo de Francia, dice que la leyenda que fue doncella, esposa y viuda en un solo día cuando su esposo Aymer de Valence fue asesinado frente a ella en una justa amistosa el día de su boda. Sin embargo, es una historia apócrifa y lo que indica la documentación es que murió de apoplejía después de tres años de matrimonio. María sólo tenía 17 años cuando se casó, mientras que su marido, viudo y medio hermano de Enrique III, tenía cincuenta y tantos.
En 1347, María obtuvo licencia de Eduardo III para establecer una fundación educativa en la todavía joven ciudad universitaria de Cambridge. El colegio resultante es conocido como el Hall de Marie Valence, y actualmente como Pembroke College, casa de más de 700 estudiantes y dons. Los primeros estatutos del colegio daban preferencia a los estudiantes nacidos en Francia que ya hubieran estudiado en otro lugar de Inglaterra.
María de St. Pol murió en 1377 y fue enterrada en la abadía de Denny, al norte de Cambridge en la carretera hacia Ely. La ubicación exacta de su tumba se ha perdido hoy.